# ديف والتر
ديف والتر هو لاعب هوكي الجليد كندي، ولد في 6 مايو 1952 في نياجارا فولز في كندا.

## وصلات خارجية
- ديف والتر على موقع EliteProspects.com (الإنجليزية)
- ديف والتر على موقع HockeyDB.com (الإنجليزية)
- ديف والتر على موقع Hockey-Reference.com (الإنجليزية)